# Palaeospheniscus gracilis

## Descrizione
Palaeospheniscus gracilis è una specie estinta di pinguino Palaeospheniscus. È la più piccola specie nei pinguini, con un'altezza di 40-60 cm. Alcuni individui, però, hanno la stessa grandezza dei pinguini delle Galápagos.
Queste specie hanno vissuto a lungo e sono state trovate nei depositi dell'Oligocene inferiore. Tuttavia, sembra che il tipo di campione, un metatarso, non è stato recuperato dalle prime rocce dell'Oligocene, ma è stato trovato su di essi, essendo stato spostato là da un successivo strato. Il posto dove furono trovati tali resti è vicino a Cebeza Blanca. In ogni caso, ogni ritrovamento successivo furono trovati in strati della formazione molassiana della Patagonia del Miocene; furono trovati nell'area attorno a Trelew e Gaiman nella provincia argentina di Chubut.
Ricerche recenti hanno suggerito che queste specie possano considerarsi parenti del "Palaeospheniscus bergi".